# Dabhoi
Dabhoi (en guyaratí: ડભોઇ ) es una ciudad de la India en el distrito de Vadodara, estado de Guyarat.

## Geografía
Se encuentra a una altitud de 53 m s. n. m. a 166 km de la capital estatal, Gandhinagar, en la zona horaria UTC +5:30.

## Demografía
Según estimación 2011 contaba con una población de 57 511 habitantes.